# Bruce A. Carlson

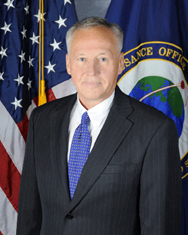
Bruce A. Carlson (2009)

Bruce Allen Carlson (* 3. Oktober 1949 in Hibbing, St. Louis County, Minnesota) ist ein pensionierter General der United States Air Force. Er war unter anderem Kommandeur des Air Force Materiel Commands.
Über das ROTC-Programm der University of Minnesota Duluth gelangte er im Jahr 1971 in das Offizierskorps der United States Air Force. Dort durchlief er anschließend alle Offiziersränge vom Leutnant bis zum Vier-Sterne-General.
Im Lauf seiner militärischen Karriere absolvierte er verschiedene Kurse und Schulungen. Dazu gehörten unter anderem eine Ausbildung zum Kampfpiloten und weitere Fortbildungskurse als Pilot neuer Flugzeugtypen; die U.S. Air Force Fighter Weapons School auf der Nellis Air Force Base in Nevada und das Naval War College in Newport in Rhode Island. Außerdem erhielt er einen akademischen Grad von der Webster University.
In seinen frühen Jahren als Offizier der Luftwaffe war er an verschiedenen Stützpunkten in den Vereinigten Staaten stationiert. Dabei war er als Pilot, Flugausbilder oder Stabsoffizier bei unterschiedlichen Einheiten tätig. Dazwischen absolvierte er die erwähnten Schulungen. Zwischen Dezember 1974 und Oktober 1975 war er auf der Nakhon Phanom Royal Thai Air Force Base in Thailand stationiert.
Im Jahr 1995 begann seine Zeit als Kommandeur größerer Lufteinheiten. Zwischen Februar 1995 und November 1996 kommandierte er auf der Holloman Air Force Base in New Mexico das 49. Kampfgeschwader (49th Fighter Wing). Danach diente er bis Dezember 1999 in verschiedenen Funktionen als Stabsoffizier im Hauptquartier der Luftwaffe. Es folgte eine Versetzung zu den Joint Chiefs of Staff, wo er Abteilungsleiter in deren Stabsabteilung J8 (Resource Management) war. Diese Aufgabe nahm er zwischen Januar 2000 und Mai 2002 wahr.
Anschließend erhielt Bruce Carlson das Kommando über die 8. Luftflotte, die auf der Barksdale Air Force Base in Louisiana ansässig ist. Diesen Oberbefehl übte er zwischen Mai 2002 und August 2005 aus. Gleichzeitig kommandierte er die dem United States Strategic Command unterstehende Einheit Joint Functional Component for Space and Global Strike.
Im August 2005 übernahm Bruce Carlson auf der Wright-Patterson Air Force Base in Ohio als Nachfolger von Gregory S. Martin das Kommando über das Air Force Materiel Command. Dieses Amt hatte er bis zum Januar 2009 inne als Donald J. Hoffman seine Nachfolge antrat. Anschließend schied er aus dem aktiven Militärdienst aus.
Während seiner aktiven Zeit als Militärpilot absolvierte Carlson über 3300 Flugstunden auf verschiedenen Flugzeugtypen.
Zwischen dem 12. Juni 2009 und dem 20. Juli 2012 bekleidete er das Amt des Direktors des National Reconnaissance Office, eines Militärnachrichtendiensts der unter anderem für das militärische Satellitenprogramm verantwortlich ist. Seit 2015 gehört Carlson dem Vorstand der Firma Lockheed Martin an.
Bruce Carlson engagierte sich auch in der Kirche Jesu Christi der Heiligen der Letzten Tage. Zwischen 2009 und 2015 gehörte er als Generalautorität dem höchsten Führungszirkel der Kirche an.

## Daten der Beförderungen
| Abzeichen | Rang               | Jahr              |
| --------- | ------------------ | ----------------- |
|           | Second Lieutenant  | 12. Juni 1971     |
|           | First Lieutenant   | 12. Dezember 1972 |
|           | Captain            | 12. Juni 1975     |
|           | Major              | 1. November 1982  |
|           | Lieutenant Colonel | 1. März 1985      |
|           | Colonel            | 1. Februar 1991   |
|           | Brigadier General  | 1. Januar 1996    |
|           | Major General      | 1. September 1998 |
|           | Lieutenant General | 1. Februar 2000   |
|           | General            | 1. September 2005 |

## Orden und Auszeichnungen
Bruce Carlson erhielt im Lauf seiner militärischen Laufbahn unter anderem folgende Auszeichnungen:
- Defense Distinguished Service Medal
- Air Force Distinguished Service Medal
- Legion of Merit
- Meritorious Service Medal
- Air Force Commendation Medal
- Air Force Achievement Medal
- Air Force Outstanding Unit Award
- Air Force Organizational Excellence Award
- Combat Readiness Medal
- National Defense Service Medal
- Armed Forces Expeditionary Medal
- Global War on Terrorism Service Medal
- Air Force Longevity Service Award

Außerdem erhielt er noch einige Ordensbänder (Ribbons).